# Catete
Catete es un barrio de la Zona Sur de la ciudad de Río de Janeiro, Brasil. Destaca por ser una zona exclusiva que se ha desarrollado en los últimos años, con una importante presencia de comercio formal y artesanal  callejero y una gran población en su mayoría de clase media y media alta.
Su principal referencia es el Palacio do Catete, que fuera sede del gobierno de la república durante 63 años, actualmente abierto a los visitantes como Museo de la República, con amplios y elegantes jardines de uso público. 
Su arquitectura es predominantemente colonial, ya que su ocupación data de antes de la llegada de la familia portuguesa a Brasil, y conserva buena parte de su patrimonio arquitectónico.
Cuando el gobierno nacional se trasladó a Brasilia, Catete perdió su carácter aristocrático. Hoy se destaca como importante centro comercial, manteniendo viva su historia en antiguas casas y pisos de mediados del siglo XIX, con grandes condominios residenciales.

## Toponimia
Cateté significaba en lengua tupí mato fechado (matorral cerrado) y correspondía a un brazo del río Carioca que, siguiendo el contorno de la colina de Glória, desembocaba en el mar.

## Ubicación y área territorial
Se encuentra en la Zona Sur de la ciudad y limita con los barrios Glória, Laranjeiras, Santa Teresa y Flamengo. Comparte la Región Administrativa IV (Botafogo) con los barrios Botafogo, Cosme Velho, Flamengo, Glória, Humaitá, Laranjeiras y Urca.

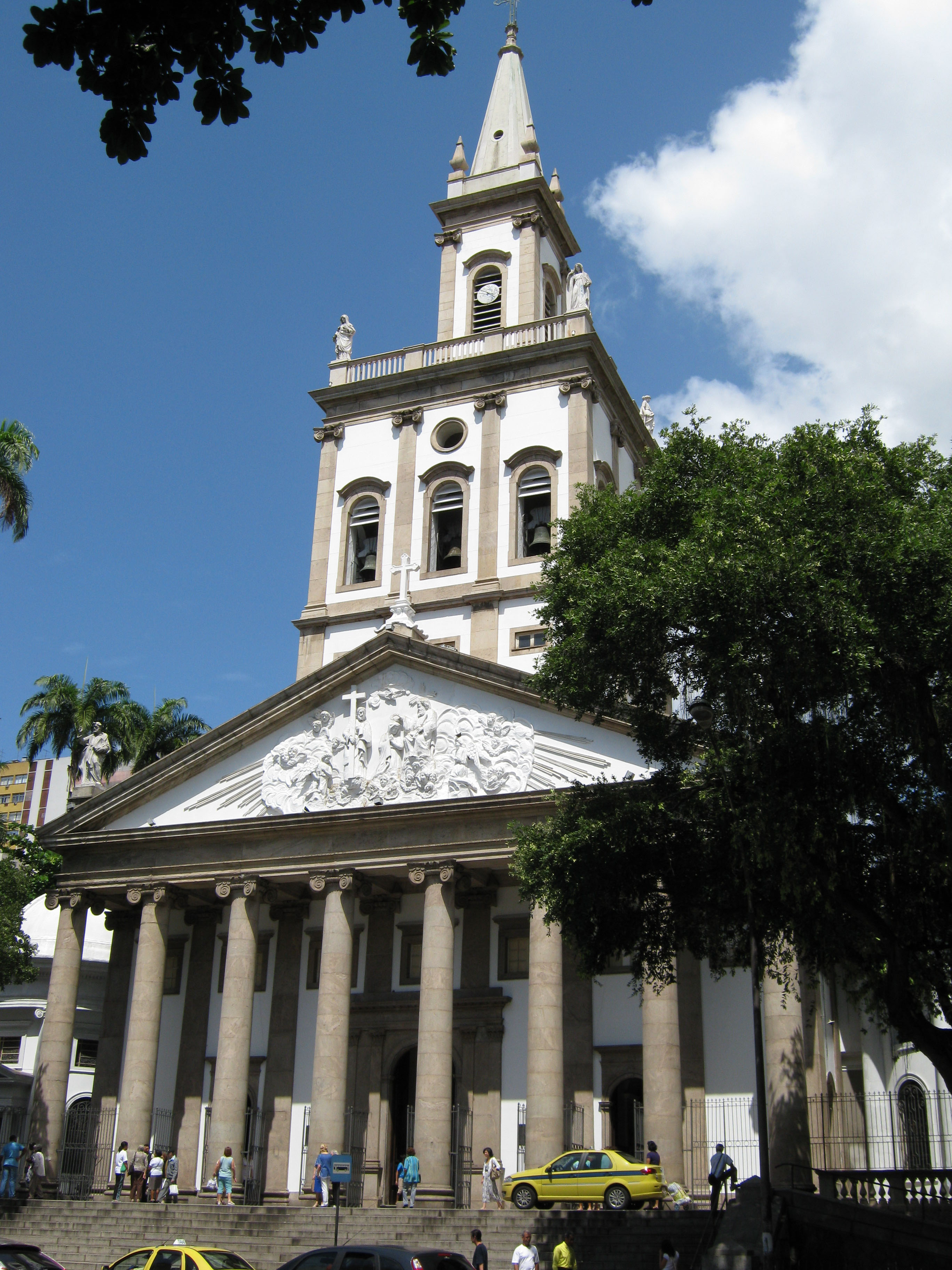
Iglesia de Nuestra Señora de la Gloria.

Catete ocupa 68,10 hectáreas, lo que lo convierte en uno de los barrios más pequeños de la ciudad, ubicado en el puesto 149 entre los 160 barrios de Río de Janeiro. El 83,31 de su territorio corresponde a áreas urbanizadas y/o alteradas.
Algunos habitantes de la zona consideran a Largo de Machado como un pequeño barrio entre Catete, Flamengo y Laranjeiras, aunque la prefectura de Río no lo incluye oficialmente entre los 160 barrios de la ciudad, siendo esta plaza una parte de Catete.

## Población
En 2000, cuando fue realizado el último censo, el barrio contaba con 21.724 habitantes distribuidos en 68,1 hectáreas, con una densidad demográfica de 319 habitantes por hectárea. Hay 9.540 hombres y 12.184 mujeres, lo que hace una razón de sexo de 78,29 hombres cada cien mujeres. Hay un total de 8.600 domicilios en el barrio, de los cuales 2.312 tienen un solo morador y en 2.611 viven dos personas.
En Catete hay tres escuelas municipales, con un total de 1.370 alumnos.
El barrio exhibe una tasa de alfabetización de adultos del 96,65%, una esperanza de vida al nacer de 74,99 años y un Índice de desarrollo humano de 0,901 (similar al de Baréin, lo que lo ubica en la posición 26 entre los 160 barrios de Río con mayor IDH.

## Historia

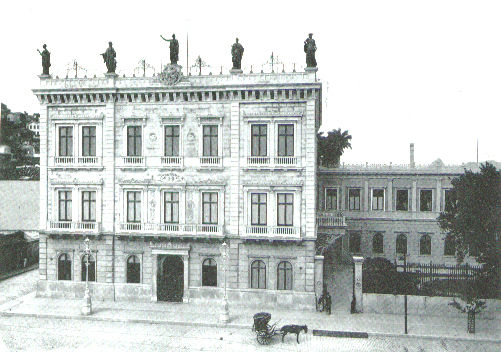
Palacio de Catete en 1897 (foto de Marc Ferrez)

La calle principal del barrio (hoy Rua do Catete, vía de comunicación entre el centro de la ciudad y la Zona Sur) existía antes de la llegada de portugueses y franceses a Río de Janeiro, ya que es mencionado en antiguos relatos que describen las batallas entre Portugal y Francia. El lugar era habitado por los indios de la aldea Uruçumirim (uruçu=abeja; mirim=pequeño).
En el siglo XVIII comenzaron a surgir las primeras chacras, como la del Barón de Mauá (el empresario y economista Irineu Evangelista de Sousa). En 1778, la familia Valdetaro adquirió tierras en la zona, donde Manoel Jesus de Valdetaro edificó una mansión frente a la plaza que pasaría a llamarse Largo do Valdetaro.
En las primeras décadas de 1800, nobles y comerciantes adinerados construyeron mansiones a lo largo de la calle Catete. En mayo de 1858, el barón de Nova Friburgo (Antonio Clemente Pinto) compró una casa en esa misma calle, que demolió para erigir un nuevo edificio, el Palacio Nova Friburgo, al que se mudó en 1866. Algunos años después lo vendió y pasó por varias manos hasta que, el 24 de febrero de 1897, se convirtió en el Palacio de Catete, sede de la Presidencia de la República. Dieciséis presidentes fijaron residencia en el palacio.
El Palacio de Catete contaba en sus fondos con un embarcadero. La escasa popularidad de Arthur Bernardes (presidente entre 1922 y 1926) hizo que muchas veces saliera del edificio utilizando una embarcación para evitar contacto con la población. Este embarcadero fue destruido en la época de la construcción del Aterro do Flamengo.
Con el correr de los años los límites del barrio se fueron estrechando (por la expansión de Santa Teresa) y la playa quedó más lejos de sus calles (con la creación del Aterro do Flamengo, terreno ganado al mar).
Getúlio Vargas asumió como jefe del gobierno provisorio en noviembre de 1930, lo que significó el regreso del máximo mandatario nacional al Palacio de Catete (Washington Luís había fijado como residencia el Palácio Guanabara, ya que consideraba que ofrecía más privacidad que Catete). Tras un período convulsionado de la historia política del país, Getúlio Vargas se suicidó el 24 de agosto de 1954, en su habitación del Palacio de Catete. En ese cuarto del tercer piso se exhibe la ropa de dormir que usaba el día de su muerte, así como el revólver y el proyectil que utilizó aquella madrugada para terminar con su vida.
El 21 de abril de 1960, la capital fue trasladada a Brasilia y el Palacio de Catete se convirtió en el "Museo de la República", un complejo cultural dotado de amplios jardines de acceso público.

## Lugares destacados

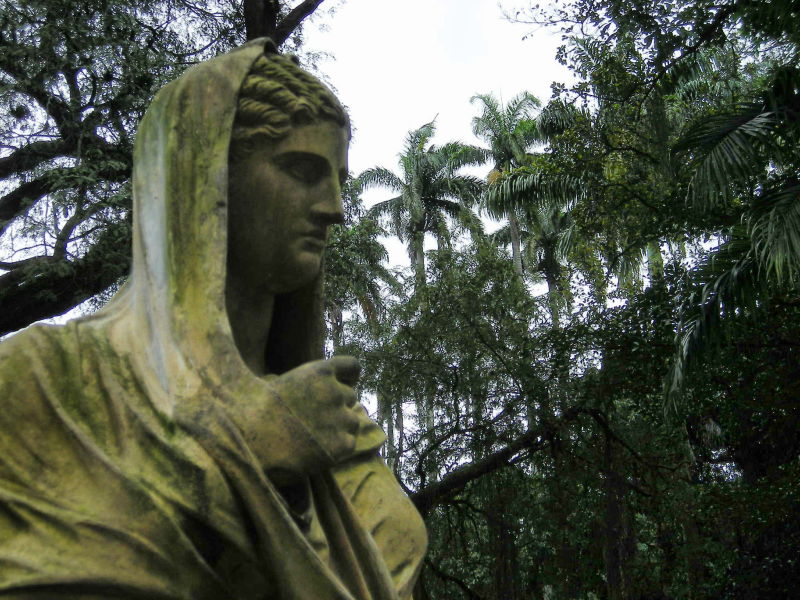
Una escultura en los jardines del Palácio do Catete

- Palácio do Catete y Museo de la República: antigua sede de gobierno de Brasil.
- Largo do Machado: antiguo Campo das Pitangueiras, su denominación se debe al comerciante André Nogueira Machado, propietario de una chacra que se encontraba en ese lugar. En torno a la plaza hay galerías comerciales, restaurantes y numerosas tiendas de flores.[1]
- Iglesia de Nossa Senhora da Glória: erguida en el Largo do Machado y concluida em 1872, proyecto de los franceses Koeler y Riviére, en estilo neoclásico.[1]
- Colegio Santo Antônio Maria Zaccaria: inaugurado en 1940, en el lugar donde estaba emplazada desde 1911 una capilla.[8]
- Centro Nacional de Folclore e Cultura Popular y Museu do Folclore Edison Carneiro: ubicado junto al Palácio do Catete, con 13 mil objetos y 130 mil documentos bibliográficos.[10]

## Transporte
La calle principal del barrio es la rúa de Catete.
La primera línea de trenes eléctricos de Río de Janeiro (los del Jardim Botânico) fue inaugurada en 1892 en el Largo do Machado. Actualmente, por el barrio no sólo pasan numerosas líneas de colectivo, sino que además la estación Catete y la estación Largo do Machado (próxima al Palácio do Catete) se constituye en un importante lugar de tránsito.